# Andrés Valencia Pinzón
Andrés Rafael Valencia Pinzón (Bogotá, Colombia; 15 de noviembre de 1967) es un economista y político colombiano, que se desempeñó como Ministro de Agricultura y Desarrollo Rural de Colombia en el gobierno de Iván Duque (2018-2022).

## Biografía
Nacido en Bogotá en 1967, es economista de la Universidad de los Andes. Inició su carrera en 1990, cuando entró como asesor de la Dirección de Inversiones y Finanzas Públicas del Departamento Nacional de Planeación durante el fin del gobierno de Virgilio Barco Vargas.
En el sector público, entre 1993 y 2003 trabajó en el Ministerio de Comercio Exterior, siendo negociador y coordinador internacional (2001-2003) de temas como el Área de Libre Comercio de las Américas (ALCA); también fue negociador en la Misión de Colombia ante la Organización Mundial del Comercio, en Ginebra (Suiza), y asesor del Consejo Superior de Comercio Exterior. Posteriormente, se desempeñó como Gerente general del Instituto Colombiano Agropecuario entre 2006 y 2008.
Fue Gerente comercial de la Federación Nacional de Cafeteros de Colombia desde 2011 hasta 2013, donde también ocupó el cargo de Representante para Asia (2008-2010), teniendo la responsabilidad de las ventas de café verde y café soluble del Fondo Nacional del Café.
También fue presidente de la Federación Nacional de Avicultores de Colombia desde 2013 hasta 2018. 
Fue nombrado Ministro de Agricultura por el presidente Iván Duque Márquez en agosto de 2018, puesto que ocupó hasta febrero de 2020. Tras dejar el cargo, fue nombrado director del Fondo de Garantías de Instituciones Financieras.